# Angern an der March
Angern an der March är en ort och kommun  i Österrike. Den ligger i distriktet Gänserndorf i förbundslandet Niederösterreich, 40 kilometer nordost om huvudstaden Wien. Kommunen gränsar i öster mot floden Morava som utgör gräns mot Slovakien.
Kommunen består av fem orter (Ortschaften) (inom parentes invånarantal 1 januari 2024):
- Angern an der March (1 467)
- Grub an der March (313)
- Mannersdorf an der March (477)
- Ollersdorf (875)
- Stillfried (379)